# Stenbrohults kyrka
Stenbrohults kyrka är en kyrkobyggnad som tillhör Stenbrohults församling i Växjö stift och Älmhults kommun. Kyrkan ligger vid sjön Möckelns strand i närheten av Linnés Råshult. Ända sedan 1300-talet har en kyrka funnits på platsen.

## Kyrkobyggnaden
Enligt en teckning av den gamla kyrkan som var belägen strax norr om den nuvarande kyrka var det en typisk småländsk medeltidskyrka byggd av trävirke och sten. Klockorna hade sin plats i en fristående klockstapel. I början av 1800-talet hade frågan om ny kyrka väckts i församlingen. Ett ritningsförslag till ny kyrkobyggnad utarbetades 1807 av Henrik Måsbeck vid Överintendentsämbetet. Det dröjde trots allt till 1827 innan det slutliga beslutet om nybyggnad togs. Kyrkan uppfördes 1828 – 1830 i empirestil och invigdes 2 juni 1833 av biskop Esaias Tegnér.
Kyrkan består av långhus med kor i väster och kyrktorn i öster. Huvudingången går genom tornets bottenvåning. Tornbyggnaden är försedd med en öppen lanternin med tornur krönt av en korsglob. Väster om koret ligger en sakristia med avfasade hörn. Kyrkan är uppförd i sten, putsad och vitkalkad. Kyrktaket är belagt med kopparplåt.
Interiören som är av salkyrkotyp med tunnvalv präglas av ljus och rymd. Den har genomgått flera förändringar under 1800- och 1900-talet. Korväggen pryddes ursprungligen av målade pilastrar och ett likaledes målat kors med svepduk omgivet av en draperimålning. Den nuvarande altaruppställningen tillkom 1876. 1980 restaurerades interiören som återfick sina ursprungliga färger i blått och guld. Då tillkom även nuvarande fristående altarbord.

## Inventarier
- Ett medeltida triumfkrucifix hänger över dopaltaret.
- Dopfunten är utförd i trä och dekorerad med heliga gestalter.
- Altarring en är prydd med spegeldekor.
- Altartavlan målades 1876 av Bengt Nordenberg och har Jesu bergspredikan som motiv. Tavlan omges av en altaruppställning med grisaillemåleri av Nordenberg föreställande Mose och aposteln Johannes.
- Predikstol med ljudtak är rundformad och försedd med förgyllda symboler i korgens spegelfält.
- I vapenhuset finns målningar utförda 1713 av Hans Sigismund Brachwagen. Målningarnas motiv är apostlarna och Jungfru Maria.
- Kyrkorummets bänkinredning är försedd med dörrar mot mittgången.
- Orgelläktarens mittfasad med orgelpipor utgör en del av orgelverket.

## Orglar
- 1848/1849 byggde Johan Liljegren, Virestad, en orgel till den nya kyrkan med 21 1/2 stämmor.
- 1915/1916 ersattes Liljegrens orgelverk av ett nytt byggt av Emil Wirell, Växjö med 21 stämmor.
- 1939 ombyggdes orgelverket av Bo Wedrup, Uppsala.
- Orgel med 32 stämmor byggdes 1960 av Olof Hammarberg, Göteborg. Orgelfasaden är från en tidigare orgel tillverkad 1848. Orgeln är mekanisk.

| Ryggpositiv I  | Huvudverk II  | Öververk III        | Pedal          | Koppel |
| Gedackt 8´     | Principal 8'  | Rörflöjt 8´         | Subbas 16'     | I/P    |
| Spetsflöjt 4´  | Gedakt 8´     | Kvintadena 8´       | Principal 8'   | II/P   |
| Principal 2´   | Oktava 4´     | Principal 4´        | Borduna 8'     | I/II   |
| Gedaktflöjt 2´ | Rörflöjt 4'   | Gedaktflöjt 4´      | Oktava 4'      | III/II |
| Nasat 1 1/3'   | Kvinta 2 2/3' | Blockflöjt 2´       | Nachthorn 2'   |        |
| Scharf 3 chor  | Oktava 2'     | Oktava 1'           | Alikvot 3 chor |        |
| Regal 8'       | Mixtur 4 chor | Sesquialtera 2 chor | Fagott 16'     |        |
|                | Trumpet 8'    | Cymbel 2 chor       | Skalmeja 4'    |        |
|                |               | Dulcian 8'          |                |        |
|                |               | Tremulant           |                |        |
|                |               | Crescendosvällare   |                |        |

- En kororgel med sex stämmor byggdes 1983 av Ingvar Johansson, Västbo Orgelbyggeri, Långaryd. Orgeln är mekanisk.[1]

| Manual             | Pedal      | Koppel   |  |
| Gedackt 8’ B/D     | Subbas 16’ | Man/Ped. |  |
| Principal 4’ B/D   |            |          |  |
| Spillpfeife 4' B/D |            |          |  |
| Waldflöjt 2’ B/D   |            |          |  |
| Scharf 2 chor B/D  |            |          |  |

## Bildgalleri

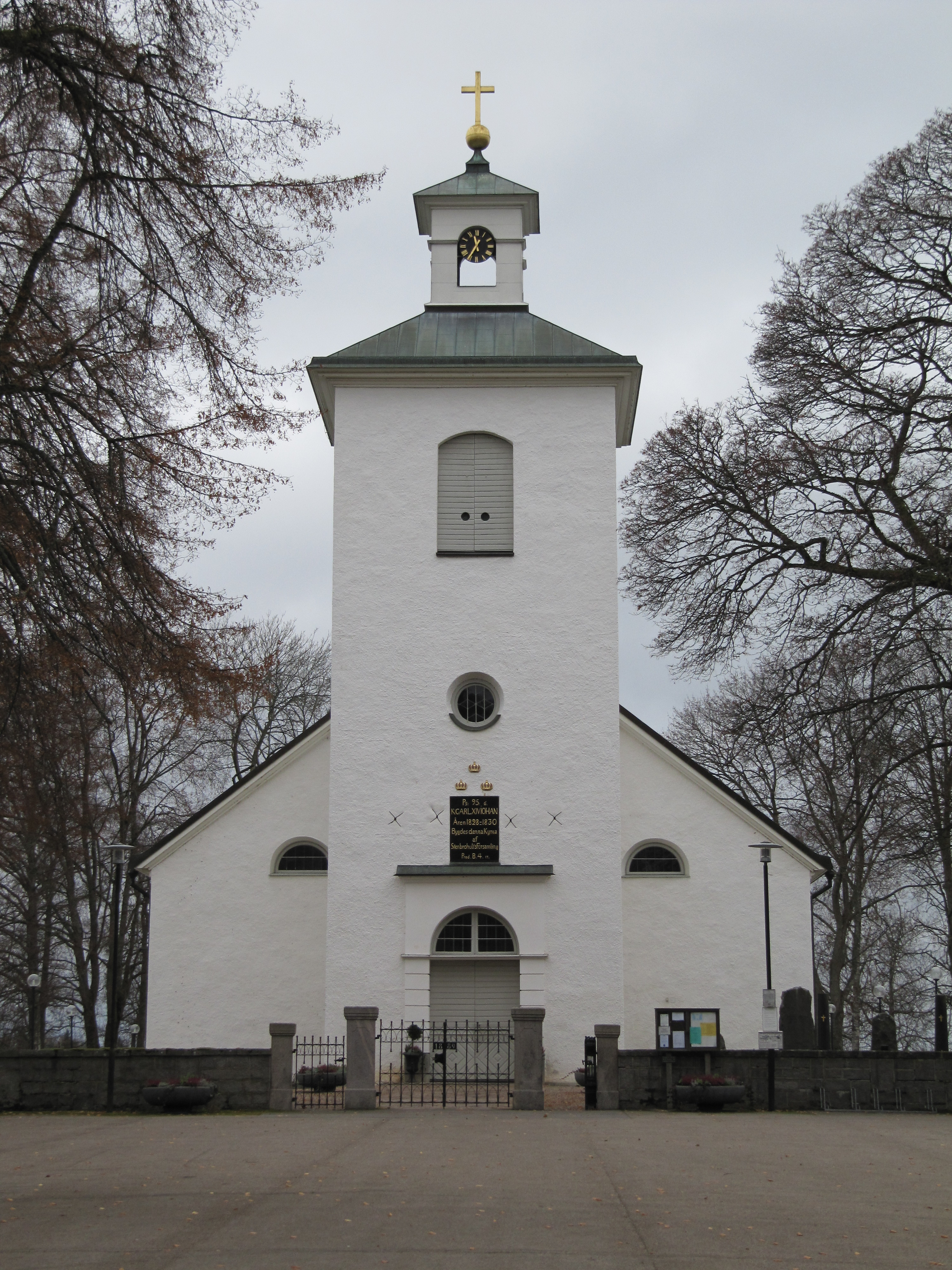
Kyrkan från öster
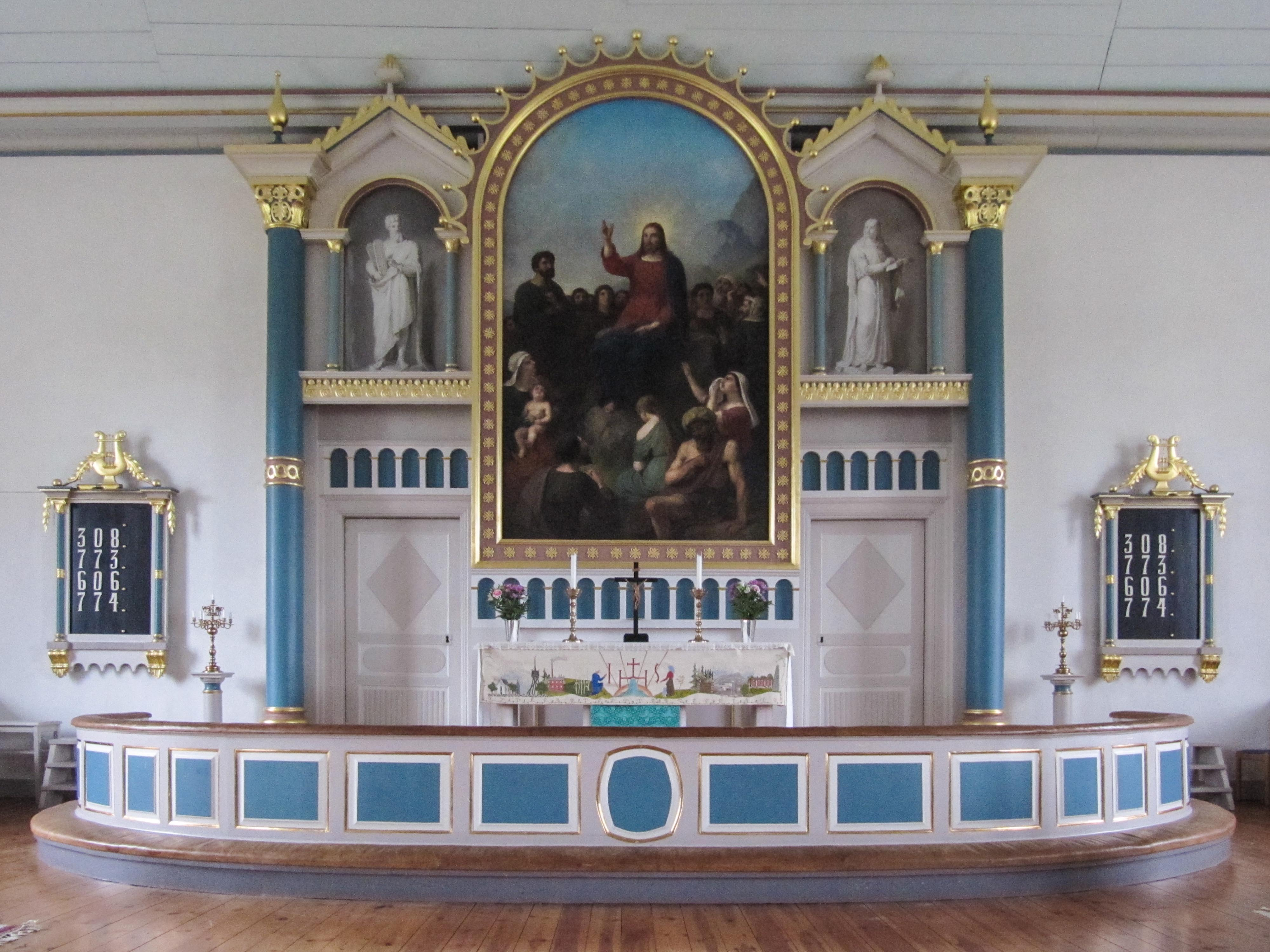
Koret
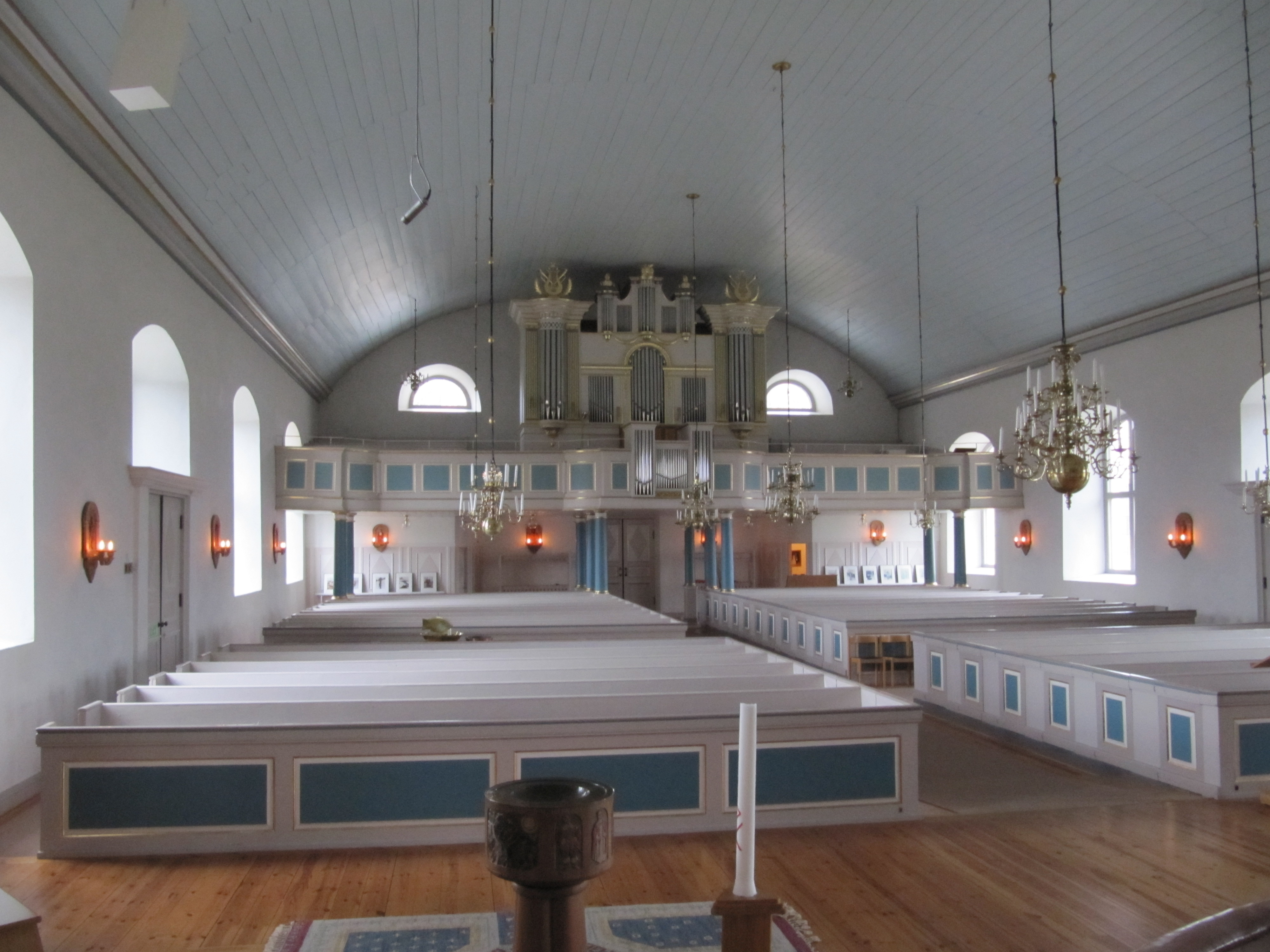
Kyrkorum mot läktarorgel
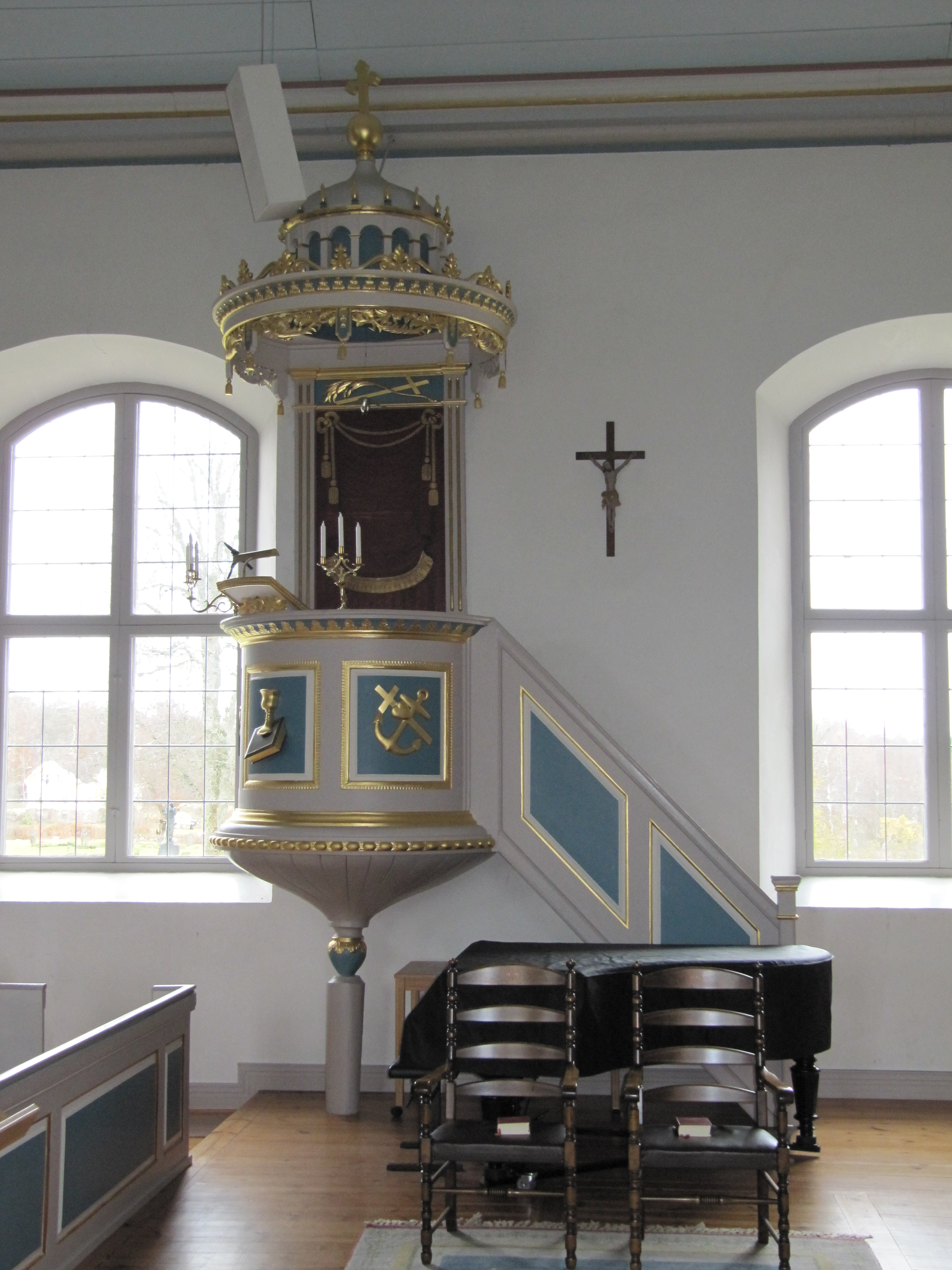
Predikstol
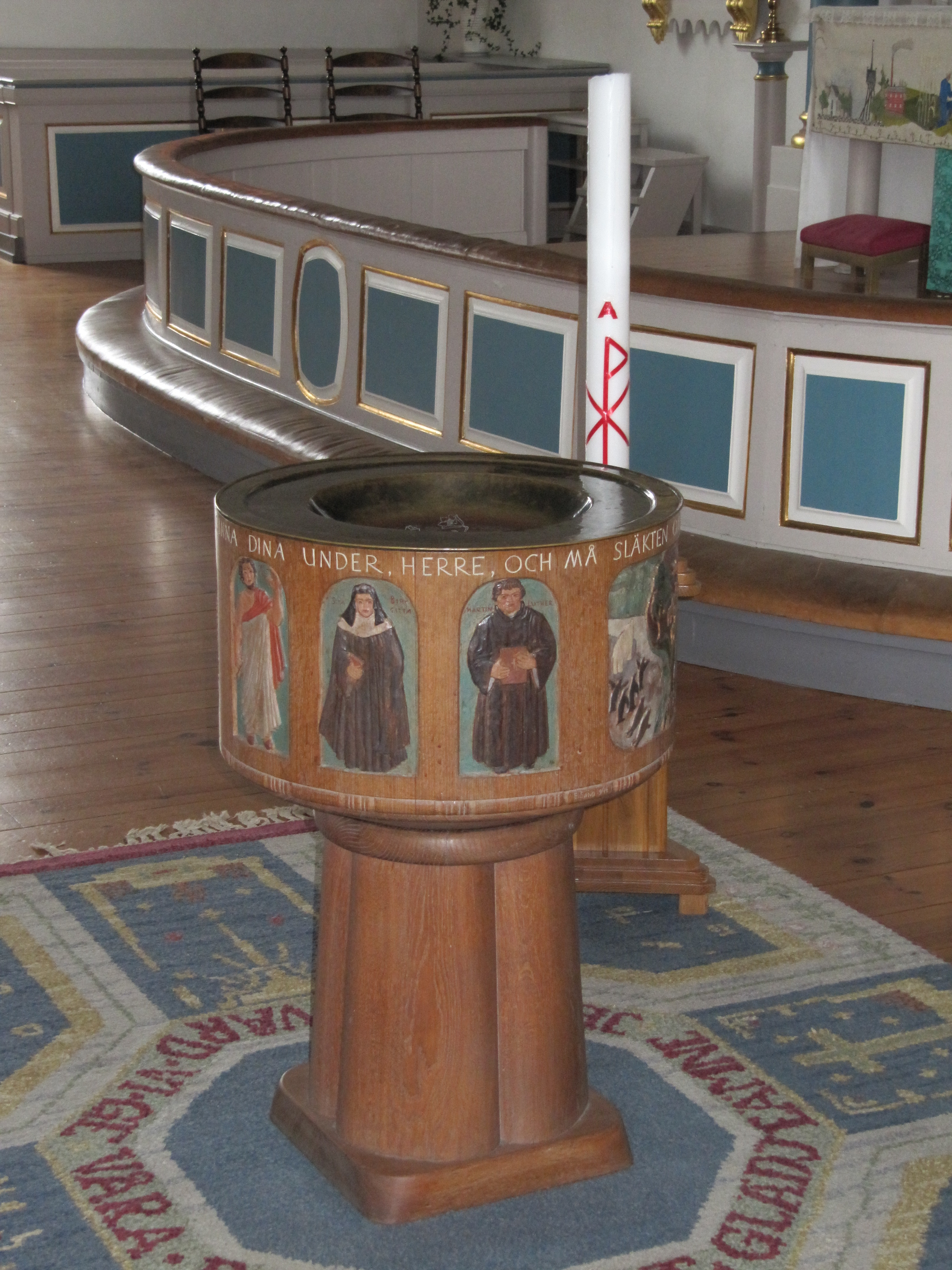
Dopfunt
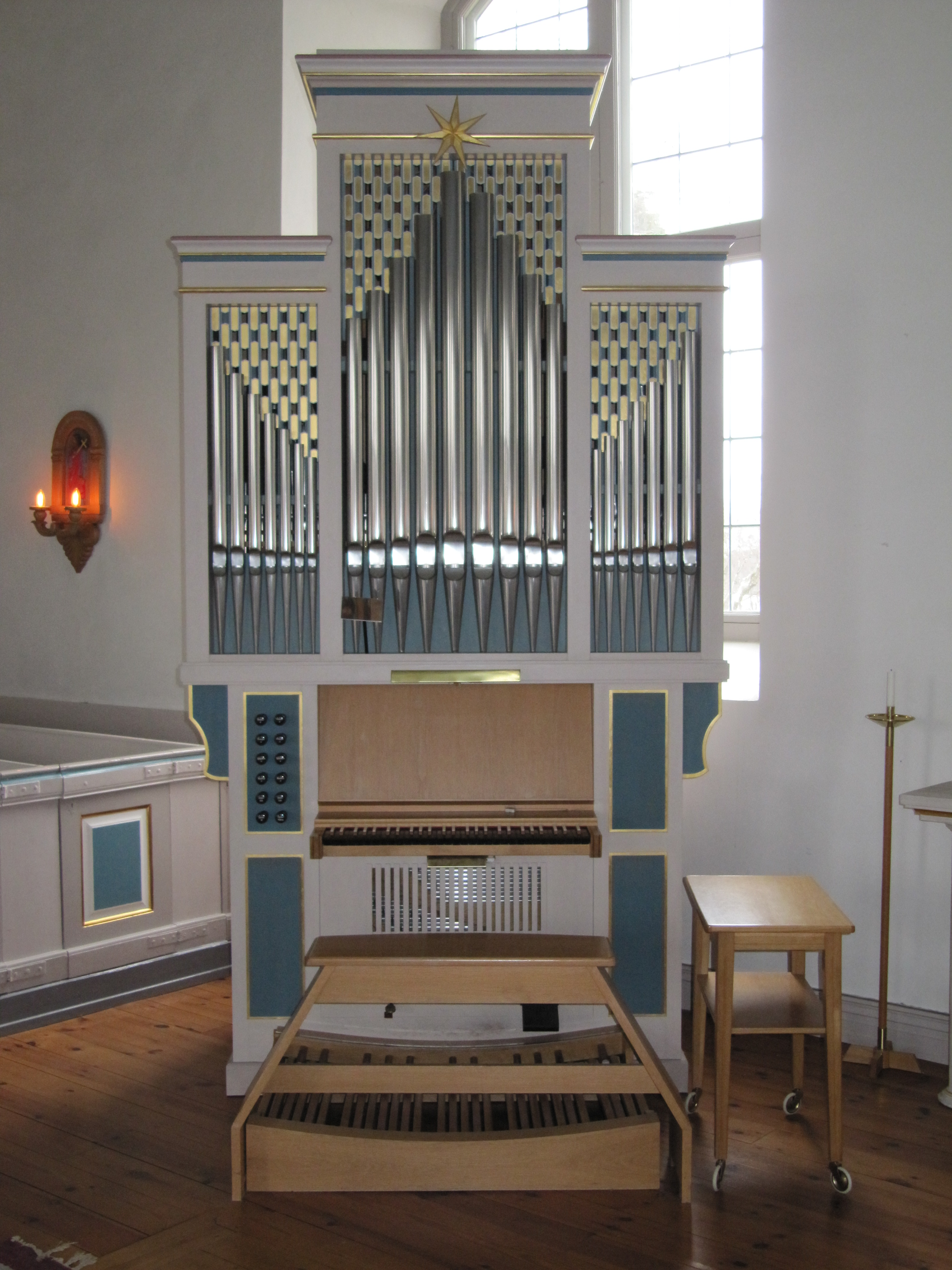
Kororgel